# Repki (Powiat Sokołowski)

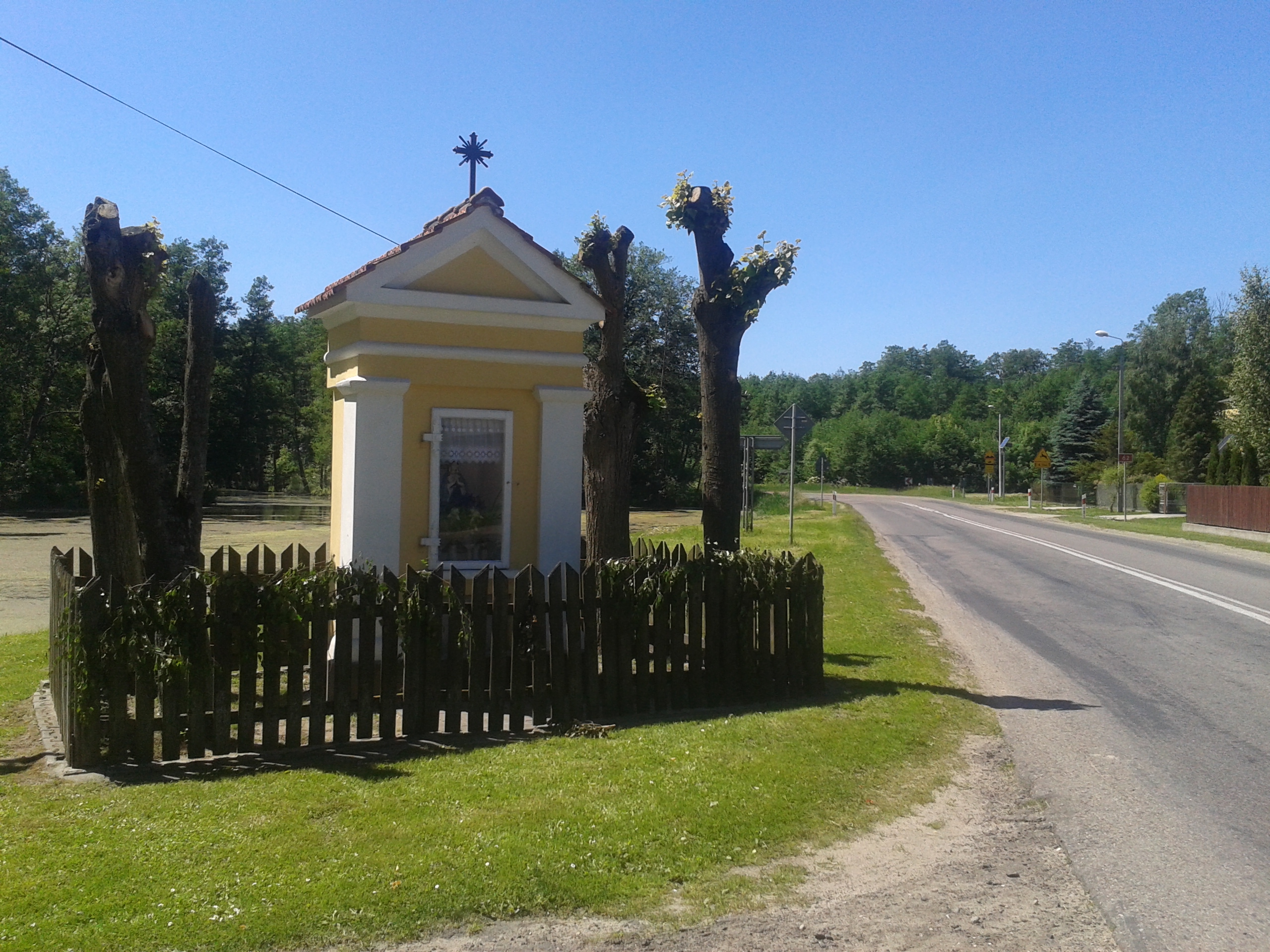
Bildstock am Straßenrand in Repki

Repki ist ein Dorf sowie Sitz der gleichnamigen Landgemeinde im Powiat Sokołowski der Woiwodschaft Masowien, Polen.

## Gemeinde
Zur Landgemeinde Repki gehören folgende Ortschaften mit einem Schulzenamt:
Baczki
Bohy
Borychów
Czaple-Andrelewicze
Czaple-Kolonia
Gałki
Jasień
Józin
Kamianka
Kanabród
Karskie
Kobylany Górne
Kobylany-Skorupki
Liszki
Mołomotki
Mołomotki-Dwór
Ostrowiec
Ostrówek
Remiszew Duży
Remiszew Mały
Repki
Rogów
Rudniki
Sawice-Bronisze
Sawice-Dwór
Sawice-Wieś
Skorupki
Skrzeszew
Skrzeszew E
Skwierczyn-Dwór
Skwierczyn-Wieś
Smuniew
Szkopy
Wasilew Skrzeszewski
Wasilew Szlachecki
Wierzbice Górne
Wyrozęby-Konaty
Wyrozęby-Podawce
Włodki
Zawady
Żółkwy
Ein weiterer Ort der Gemeinde ist Bałki.